# Жан Серве Стас
Жан Серве Стас (нім. Jean Servais Stas; 21 серпня 1813 Левен, Бельгія — 13 грудня 1891, Брюссель) — відомий бельгійський хімік. Він провів перші точні виміри атомних мас

## Біографія
Бельгійський хімік Жан Серве Стас народився в невеликому фламандською місті Лувен. Вивчав медицину і хімію в Лувенському університеті. 1835 року вирушив до Парижа, де з 1837 року працював під керівництвом Ж. Б. А. Дюма в його лабораторії в Політехнічній школі. У 1840—1865 роках професор Військової школи в Брюсселі. 1865 року прийняв пропозицію уряду зайняти пост комісара Монетного двору, але 1872 року через свої ліберальни погляди був змушений піти у відставку.

## Наукова діяльність
Спільно з Дюма Стас вивчав дію лугів на спирти, вони виробили прийом переходу від спиртів до відповідних кислот, який став класичним, наприклад, від метилового спирту до мурашиної кислоти. 1850 року, виступаючи як експерт у судовому процесі про отруєння, природу якого важко визначити, Стас запропонував спосіб відкриття та виділення алкалоїдів.
Найважливіші роботи Стаса присвячені визначенню атомних мас хімічних елементів. 1860 року він запропонував за одиницю атомної маси приймати 1/16 частину маси атома кисню (киснева одиниця була прийнята 1906 року і використовувалася до 1961 року). Спільно з Дюма встановив, що атомна маса вуглецю дорівнює 12 (а не 6, як вважали раніше). Визначені Стасом значення атомних мас довгий час (аж до кінця XIX століття) були неперевершеними за точністю. При цьому він показав, що найрізноманітніші способи, основані на синтезі, і на аналізі різноманітних сполук, що містять елемент, атомна вага якого підлягає визначенню, завжди приводять до тотожних результатів. Таким чином було остаточно доведено один з основних законів хімії — закон сталості складу хімічних сполук. Дослідження Стаса спростували гіпотезу В. Праута, відповідно до якої всі елементи утворилися шляхом конденсації найлегшого елементу — водню, і, отже, відносні атомні маси всіх елементів повинні виражатися цілими числами. Як показав Стас, «між числами, що виражають вагові кількості, в яких з'єднуються між собою прості тіла, утворюючи складні сполуки, не існує загального дільника».

## Нагороди
Жан Серве Стас Член Королівської бельгійської академії наук, літератури та образотворчих мистецтв (з 1841 року), член-кореспондент Паризької академії наук (з 1880 року), почесний член багатьох наукових товариств, член міжнародної комісії мір і ваги.